# Большая история
«Большая история» (англ. Tall Story) — американская романтическая комедия режиссёра Джошуа Логана по сценарию Джулиуса Дж. Эпстейна с Энтони Перкинсом и Джейн Фондой в главных ролях. Фильм является адаптацией романа «Выпускная игра» 1957 года писателя Говарда Немерова, а также написанной по его мотивам пьесы «Большая история» авторов Говарда Линдсея и Рассела Крауза.
За свою работу над фильмом, являющимся её кинодебютом, Фонда выиграла премию «Золотой глобус» за лучший дебют актрисы.

## Сюжет
Рэй Блент — студент-отличник и лучший баскетболист университета Кастера. Джун Райдер поступает в университет на домоводство, и планирует найти там хорошую пару. Её бесстыдные ухаживания за Блентом приводят к скандалам, в которые вовлекаются и преподаватели. Она записывается в чирлидеры и ходит на те же занятия, что и Блент, чтобы быть к нему поближе, хотя он по своей наивности остаётся равнодушным. Обманом ей удаётся убедить его в том, что она глубоко думающий и любопытный человек, и он в конце концов в неё влюбляется и предлагает пожениться. Чтобы начать новую жизнь, им не хватает всего нескольких тысяч долларов.
Букмекерский синдикат тайно делает Бленту предложение намеренно проиграть приезжей русской команде. Он отказывается, но не может вернуть взятку, так как не знает, от кого она, и решает намеренно провалить экзамен по этике, чтобы его не допустили к игре вовсе. Так как он был лучшим студентом в группе, единственный способ провалиться — это плагиат, и он решает дословно скопировать работу Райдер. Мысль о том, что если он не будет допущен к игре, то его команда проиграет, и синдикат получит как раз то, что хотел. Тем временем, на преподавателя этики Лео Салливана оказывается давление со стороны коллег и руководства, но он принципиально отказывается закрывать глаза на плагиат. В последний момент, когда игра уже идёт, он соглашается дать Бренту возможность устной переэкзаменовки, которую он успешно проходит, присоединяется к игре в последний момент, но успевает забить победный гол.

## Актёрский состав
- Энтони Перкинс — Рэй Блент
- Джейн Фонда — Джун Райдер
- Рэй Уолстон — профессор Лео Салливан
- Марк Коннелли — профессор Чарльз Осман
- Энн Джексон — Майра Салливан
- Мюррей Хэмилтон — тренер Сэнди Харди
- Боб Райт — президент Хармон Нагель
- Барт Бёрнс — окружной прокурор Дэвис
- Карл Лукас — детектив
- Элизабет Паттерсон — Конни
- Том Лофлин — Фред Дженсен
- Барбара Дэрроу — Фрида Дженсен
- Джо Э. Росс — Майк
- Роберт Редфорд — баскетболист (не указан в титрах)

## Производство
Рабочим названием фильма был вариант «То, как отскакивает мяч» (англ. The Way the Ball Bounces). Джошуа Логан планировал взять на главную мужскую роль Уоррена Битти, однако студия Warner Bros. не одобрила кандидатуру неизвестного актёра, после чего роль отошла Энтони Перкинсу.
Джейн Фонда ненавидела бродвейскую пьесу, по мотивам которой был снят фильм, однако была рада расширенной женской роли в киноверсии. Она описала съёмочный процесс фильма, в ходе которого она страдала от булимии и лунатизма, как «кафкианский кошмар». По её словам, и без того трудные съёмки были осложнены тем, что и она, и режиссёр Джошуа Логан были влюблены в Энтони Перкинса.

## Принятие
Фильм был холодно встречен критиками и зрителями.